# 폴더 (간척지)

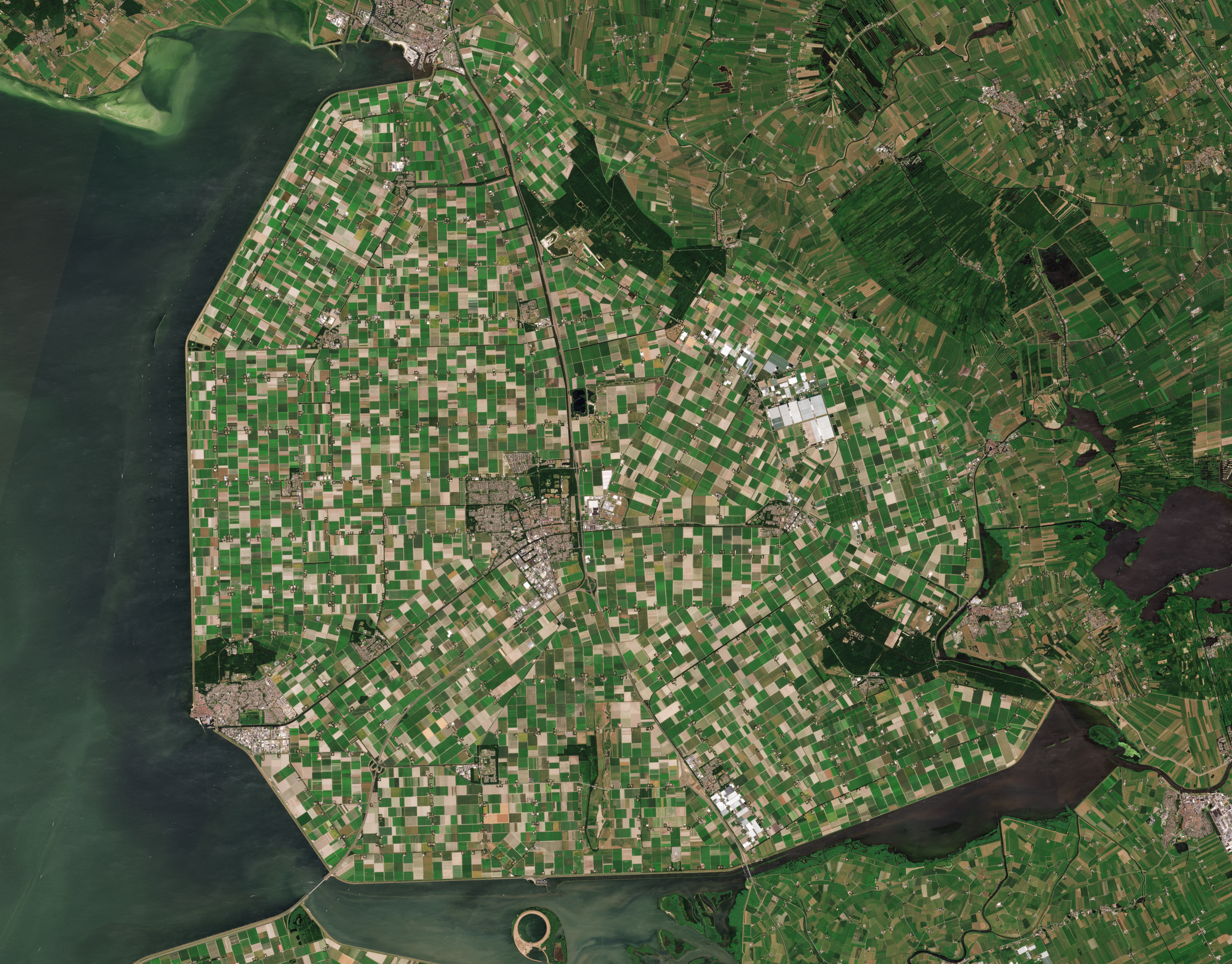
네덜란드 노르도스트폴더르의 위성사진(595.41 km^{2})

폴더(polder)는 제방에 의해 구획된 간척지이다.
폴더에는 다음과 같은 세 가지 유형이 있다:
1. 간척지
2. 범람원
3. 소택

## 폴더의 예

### 벨기에
- De Moeren: 베스트플란데런주 푀르너 주변

### 중국
- 쿤산시는 100곳이 넘는 폴더가 있다.[1]

### 네덜란드
- 알크마르
- 플레보폴더르: 가장 나이가 어린 폴더로서 세계 최대의 인공 섬
- 하를레메르메이르
- 노르도스트폴더르
- 비링에르메이르

### 폴란드
- 엘블롱크 주변 비스와강 델타
- 코스트신나트오드롱 주변 바르타강 델타

### 대한민국
- 인천광역시 한강을 맞대고 있는 강화도 해안 일부
- 부산광역시 낙동강 델타
- 전라북도의 새만금 간척지

### 스페인
- 말라가의 일부가 간척지 위에 지어졌다

### 영국
- 에식스주 해안 일부

### 미국
- 뉴올리언스

## 같이 보기
- 아프슬라위트데이크
- 간척